# Giovanni Filippo Gallarati Scotti
Giovanni Filippo Gallarati Scotti (Milano, 25 febbraio 1747 – Orvieto, 6 ottobre 1819) è stato un cardinale e arcivescovo cattolico italiano.

## Biografia
Giovanni Filippo Gallarati Scotti nacque a Milano il 25 febbraio 1747 da una delle principali famiglie del patriziato milanese, figlio di Giovanni Battista Gallarati Scotti e di sua moglie, Maria Teresa Spinola. L'11 settembre 1754 ottenne le insegne clericali.
Dopo aver compiuto gli studi presso l'Università di Pavia ove si laureò in utroque iure nel 1773, ottenne di essere ammesso al Collegio dei Nobili di Milano assieme al fratello Francesco, futuro noto giurista, collaboratore di Cesare Beccaria.
Prima ancora di terminare i propri studi, il 17 febbraio 1770 venne nominato vicelegato in Romagna, ove rimase sino all'aprile del 1776, il 6 febbraio 1769 divenne referendario del tribunale della Segnatura Apostolica, divenendo anche poi relatore presso la Sacra Consulta per gli affari ecclesiastici. Nel 1785 divenne inquisitore generale a Malta.
Ordinato sacerdote il 12 agosto 1792, il 24 settembre di quello stesso anno venne ordinato Arcivescovo alla sede titolare di Side, e consacrato il 17 marzo dell'anno successivo nella Chiesa romana di San Carlo al Corso per mano del Cardinale Luigi Valenti Gonzaga, Prefetto dell'economato della Sacra Consulta a Propaganda Fide, assistito da Carlo Crivelli, Arcivescovo titolare di Patrasso, Prefetto dell'Archivio vaticano, e da Antonio Felice Zondadari, Arcivescovo titolare di Adana e Nunzio Apostolico in Belgio. Ebbe qui inizio la carriera diplomatica di Giovanni Filippo Gallarati Scotti, il quale il 23 agosto 1793 divenne Nunzio Apostolico nel Granducato di Toscana, ove rimase sino al 3 ottobre 1795, per poi essere trasferito dal 18 agosto di quell'anno alla nunziatura presso la Repubblica di Venezia ove rimase sino alla caduta del governo repubblicano nel 1797.
Rientrato a Roma, venne nominato Prefetto delle camere di Sua Santità il 19 agosto 1800.
Papa Pio VII lo elevò al rango di Cardinale nel Concistoro del 23 febbraio 1801, consacrato il 26 febbraio di quello stesso anno, con il titolo di Sant'Alessio il 20 luglio. Dal 1805 al 1806 fu Camerlengo del Sacro Collegio dei Cardinali e successivamente si rifiutò di partecipare al matrimonio tra l'Imperatore Napoleone Bonaparte e l'Arciduchessa Maria Luisa d'Asburgo-Lorena, e venne pertanto esiliato dalle autorità francesi dapprima a Sedan, Carleville, ed infine a Tolone. Optò quindi per il titolo di Santa Prassede il 26 settembre 1814, ed in quello stesso anno venne nominato Arciprete della basilica liberiana. Prefetto della sezione economica della Sacra Congregazione della Propaganda Fide dal 1817, il 21 dicembre 1818 optò per il titolo di San Lorenzo in Lucina, mantenendo in commenda il titolo di Santa Prassede, e divenendo contestualmente Cardinale protopresbitero.
Morì il 6 ottobre 1819 all'età di 72 anni mentre si trovava ospite della famiglia Gualtieri nella loro casa di campagna presso Orvieto. La salma del cardinale venne esposta nella cattedrale di Orvieto, e poi trasferita a Roma per essere sepolta nella Chiesa dei Santi Ambrogio e Carlo al Corso.

## Genealogia episcopale e successione apostolica
La genealogia episcopale è:
- Cardinale Scipione Rebiba
- Cardinale Giulio Antonio Santori
- Cardinale Girolamo Bernerio, O.P.
- Arcivescovo Galeazzo Sanvitale
- Cardinale Ludovico Ludovisi
- Cardinale Luigi Caetani
- Cardinale Ulderico Carpegna
- Cardinale Paluzzo Paluzzi Altieri degli Albertoni
- Papa Benedetto XIII
- Papa Benedetto XIV
- Papa Clemente XIII
- Cardinale Luigi Valenti Gonzaga
- Cardinale Giovanni Filippo Gallarati Scotti

La successione apostolica è:
- Cardinale Carlo Oppizzoni (1802)
- Vescovo Filippo Ganucci (1802)
- Vescovo Pellegrino Maria Carletti (1802)
- Vescovo Filippo Ghighi (1802)
- Vescovo Domenico Buttaoni (1806)
- Vescovo Pietro Fazzi (1806)
- Vescovo Giuseppe Gaetano Incontri (1806)
- Arcivescovo Carlo Zen (1816)
- Vescovo Giacomo Ranghiasci (1816)